# 光子の窓
『花椿ショウ 光子の窓』（はなつばきしょう みつこのまど） は、日本テレビほかで放送されていた音楽バラエティ番組。草笛光子の冠番組で、資生堂の一社提供。
日本テレビ・東宝テレビ部の共同製作で、製作局の日本テレビでは1958年5月11日から1960年12月25日まで、毎週日曜18:30 - 19:00（日本標準時）に放送。

## 概要
1958年当時24歳の草笛光子をメインに据えた、歌ありコントありの本格的バラエティショー。全138回。タイトルにある「花椿」は、スポンサーである資生堂の社章を意味する。
番組が終了する1960年には、10月30日放送分・最終回の12月25日放送分が、カラーで放送された（カラーでの放送は、この2回のみである）。
先ず、10月30日は、昭和35年度（第15回）芸術祭参加の特別番組「イグアノドンの卵」（第130回）で、時間も通常よりも15分延長して、45分枠（18:15 - 19:00）で放送された。「イグアノドンの卵」とは原子力・テレビの謂であり、番組では「卵だからといってほうっておいたら命取り。怖い“獣”になりかねない」と述べている。テカラーVTRを使用したこの回は、色彩効果に対してその芸術性の高さが認められ、昭和35年度（第15回）芸術祭奨励賞を受賞した。
そして最終回の12月25日は、「光子の大パーティー」という題で、特別にカラーで制作・放送された。

## 当番組の保存状況
1958年の番組開始当初は、日本テレビにはVTRも存在せず、生放送で行われていた。その後1958年12月には、日本テレビに初の放送用モノクロ2インチVTRが導入され、翌10月には、カラーVTRも導入され、当番組も、これらのVTRを使って番組が収録される様になった。しかし、1970年代までのVTR録画番組は、この『光子の窓』に限らず、当時VTRが2インチで機器・テープともに高価で操作が煩雑なうえ、著作権法などで番組の保存が安易に行えなかったこともあり、収録があるたびに前回の映像は原則消去されていた。特に当番組が放送されていた時期は、ビデオテープ自体、米3M社製（Scotchブランド）の商品しかなく、それも当時の値段で60分で1本100万円もしたため、放送局も、余程のことがない限りビデオテープでの保存はしなかった。
そのため、現存する映像は上記の「イグアノドンの卵」と、同じく1960年に放送された「杜子春」の2本だけであり、その映像もキネコにてダビングされたモノクロフィルム版で保存されたものである。いずれも、2003年に発刊された日本テレビの社史『テレビ夢50年』のDVDに収録されており、前者は神奈川県横浜市にある放送ライブラリーでも閲覧可能である。

## 主な出演者
- 草笛光子
- 小島正雄
- 三國一朗
- 西村晃
- 大平透
- 徳川夢声
- トニー谷
- 旗照夫
- 柳沢真一
- 伊藤素道とリリオ･リズム･エアーズ

## 主なスタッフ
- 構成：三木鮎郎、キノトール、永六輔、伊藤裕弘 ほか
- 音楽：広瀬健次郎（演奏：原信夫とシャープス･アンド･フラッツ）
- 美術：真木小太郎
- 演出補：秋元近史、齋藤太朗、白井荘也、横田岳夫
- プロデューサー・演出：井原高忠
- 製作：日本テレビ、東宝テレビ部

## テーマソング
「光子の窓、オープニングテーマ」
作詞：岡田教和/作曲：広瀬健次郎/唄：草笛光子
テーマソングのタイトルおよび作詞・作曲者クレジットは、バップのコンピレーションCD『日テレ開局50周年記念 TV GENERATION 日テレGOLDEN BEST』のブックレットに記載されている。

## ネット局
- 日本テレビ（製作局）
- 北海道放送 → 札幌テレビ（1959年12月から）
- 西日本放送（1958年7月開局時から）
- 読売テレビ（1958年8月開局時から）
- テレビ西日本[注釈 1]（1958年8月開局時から）
- 東海テレビ（1958年12月開局時から）
- 南海放送（1958年12月開局時から）

## 備考
- 小林信彦著『テレビの黄金時代』（文藝春秋、2002年10月）は著者が目撃・体験したテレビ黄金期の光景を描いたノンフィクションであるが、「イグアノドンの卵」の試写を観た話から始めている。その序章の章題は「イグアノドンの卵」であり、本文で『光子の窓』に触れている。
- 番組中、草笛が資生堂の女性社員に資生堂製品についてインタビューするインフォマーシャルが流れていたが、これは後に日本テレビ制作・資生堂 一社提供の『オシャレ30・30』（聞き手は阿川泰子）でリメイクされた。
- 1983年8月28日に日本テレビで放送された開局30周年記念特番『テレビから生まれた歌・30年!』で当時 49歳の草笛によるオープニングの再現が行われた。窓を開けるシーンは、かつてのオープニング（「イグアノドンの卵」の時のもの）が併用放送されていた。
- その後も、1993年8月14日（8月13日深夜）に日本テレビで放送の『2×3が六輔』が、ホームドラマ「光子の窓」の最終回という設定で本番組の再現を行った。ただし、オープニングの「花椿ショウ」のタイトルは「六輔ショウ」に変更した。